# 만안도서관
만안도서관은 경기도 안양시 만안구 안양6동 소재의 시립 도서관이다.

## 연혁
- 1987년 1월 8일 : 착공
- 1992년 7월 20일 : 준공
- 1992년 8월 31일 : 시립도서관 설치조례(제1167호) 및 직제규칙 개정공포
- 1992년 9월 3일 : 개관
- 1999년 12월 : 문화관광부 주관 ‘전국 문화기반시설 관리운영 평가’ 우수도서관 선정

## 이용 안내
이용 시간
- 열람실 : 하절기 ( 3월 ~ 10월 ) 07 : 00 - 23 : 00 / 동절기 ( 11월 ~ 2월 ) 08 : 00 - 23 : 00
- 자료실 : 평일(월~목) 09 : 00 - 18 : 00 / 토· 일요일 09 : 00 - 17 : 00
- 관외대출실 : 평일(월~목) 09 : 00 - 22 : 00 / 토· 일요일 09 : 00 - 17 : 00

휴관일
- 매주 금요일(2·4·5주 금요일은 열람실만 개방)
- 법정공휴일 (단, 열람실 개방(08:00~20:00)은 도서관별[석수, 비산, 호계], [평촌,만안,박달]로 교차 개방)
- 기타 관장이 필요하다고 인정하는 경우